# 콘스탄티노스 3세
콘스탄티노스 3세(그리스어: Κωνσταντίνος Γ', 612년 5월 3일 ~ 641년 5월 25일)은 헤라클리우스와 그의 첫 번째 부인인 에우도키아 사이에 태어난 아들로 아버지가 죽자 이복 형제인 헤라클로나스와 함께 동로마 황제가 되었으나 불과 3달을 통치하고 죽었다.
계모인 마르티나와 그녀의 아들이자 공동 황제인 헤라클로나스와 사이가 좋지 않았다. 그는 마땅히 자신이 단독으로 차지해야할 제위를 나누어 차지한 것에 불만을 품었고 아버지 황제의 묘를 파헤쳐 그의 시신에서 제관을 벗겨내기도 하였다. 제위에 오르기전 아바르족이 콘스탄티노폴리스를 포위하였을 때는 콘스탄티노플 총대주교 세르기오스와 함께 성공적으로 수도의 방위를 하였다. 그러나 그 후 몸이 약했고 제위에 오른 지 불과 3개월 만에 요양차 콘스탄티노폴리스를 떠나 보스포루스 해협 건너편 칼케돈에 가 있다가 죽었다. 계모의 독살이라는 설도 있으나 분명한 증거는 없다.

## 같이 보기
- 동로마 황제